# Tratado de Zadar
El Tratado de Zadar o Tratado de Zara, fue un acuerdo entre la República de Venecia y Hungría firmado en 1358, mediante el cual se puso fin a la guerra que habían sostenido entre 1356 y 1358.
Muerto el dux de Venecia Giovanni Gradenigo en 1356, le sucede Giovanni Delfino. Los húngaros invaden Dalmacia, en donde los venecianos tenían fuertes intereses. Los húngaros se apoderan de la parte oriental de Herzegovina, que pertenecía a Bosnia, y permiten que el líder local Vojislav Vojinović asuma el título de conde en la parte occidental de Herzegovina. Al siguiente año, los húngaros se establecen en Zara (Zadar) y otras localidades de Dalmacia, hasta entonces bajo dominio veneciano. Cuando las autoridades de Zadar anuncian en 1358 que aceptan el protectorado húngaro, otras ciudades e islas dálmatas siguen su ejemplo (Veglia, Lesina, Ragusa...), y Venecia se ve abocada a firmar la paz en Zadar.[cita requerida]
Mediante este tratado, Venecia cede la costa dálmata desde el Quarnero hasta Durazzo, y el dux veneciano renuncia, en consecuencia, al título de Dux de Dalmacia.